# لیو هویشیا
لیو هویشیا (انگلیسی: Liu Huixia؛ زادهٔ ۳۰ نوامبر ۱۹۹۷) شیرجه‌رو اهل چین است.
وی در مسابقات کشوری و بین‌المللی در مجموع برندهٔ ۴ مدال طلا شده‌است.